# Lula (Geórgia)
Lula é uma cidade localizada no estado americano de Geórgia, no Condado de Banks e Condado de Hall.

## Demografia
Segundo o censo americano de 2000, a sua população era de 1438 habitantes.
Em 2006, foi estimada uma população de 2088, um aumento de 650 (45.2%).

## Geografia
De acordo com o United States Census Bureau tem uma área de 7,2 km², dos quais 7,2 km² cobertos por terra e 0,0 km² cobertos por água. Lula localiza-se a aproximadamente 385 m acima do nível do mar.

## Localidades na vizinhança
O diagrama seguinte representa as localidades num raio de 16 km ao redor de Lula.